# Exotic Birds and Fruit
Exotic Birds and Fruit es el séptimo álbum de estudio de la banda de rock progresivo británica Procol Harum, publicado en 1974. En Argentina el álbum fue publicado como "Pájaros y Frutas Exóticas" (traducción literal de "Birds and Exotic Fruit"). El arte de portada fue realizado por Jakob Bogdani, un artista eslovaco.

## Lista de canciones
Todas las canciones fueron escritas por Gary Brooker y Keith Reid.

| Lado A |                         |          |  |
| N.º    | Título                  | Duración |  |
| 1.     | «Nothing but the Truth» | 3:13     |  |
| 2.     | «Beyond the Pale»       | 3:03     |  |
| 3.     | «As Strong as Samson»   | 5:05     |  |
| 4.     | «The Idol»              | 6:38     |  |

| Lado B |                             |          |  |
| N.º    | Título                      | Duración |  |
| 5.     | «The Thin End of the Wedge» | 3:44     |  |
| 6.     | «Monsieur R. Monde»         | 3:40     |  |
| 7.     | «Fresh Fruit»               | 3:05     |  |
| 8.     | «Butterfly Boys»            | 4:25     |  |
| 9.     | «New Lamps for Old»         | 4:07     |  |

## Créditos
- Gary Brooker – voz, piano
- Mick Grabham – guitarra
- Chris Copping – órgano
- Alan Cartwright - bajo
- B.J. Wilson – batería
- BJ Cole - guitarra
- Keith Reid – letras